# Cycloctenus duplex
Cycloctenus duplex là một loài nhện trong họ Deinopidae.
Loài này thuộc chi Cycloctenus. Cycloctenus duplex được miêu tả năm 1979 bởi Raymond Robert Forster.